# Championnat du monde de hockey sur glace 1961
Navigation
Tchécoslovaquie  1959 États-Unis 1962
Le vingt-huitième  championnat du monde de hockey sur glace et par la même occasion le trente-neuvième championnat d'Europe a eu lieu entre le 1er et le 12 mars 1961 en Suisse dans les villes de Genève et de Lausanne.

## Contexte
Avec 20 nations et la première participation de l'Afrique du Sud, c'est la première fois qu'autant d'équipes se présentent pour un championnat du monde. La Fédération internationale a donc décidé de mettre en place trois différents niveaux.
Les nations sont rangées selon le classement du championnat du monde 1959 avec des subtilités :
- Groupe A : les six premières équipes de 1959 ont été qualifiées d'office pour ce groupe. Deux autres équipes ont dû jouer des qualifications pour le rejoindre (les équipes classées 7e, 8e et 9e ainsi que les suisses hôtes du tournoi).
- Groupe B : les deux équipes non qualifiées pour le groupe A ont été rejointes par les nations 10e et 11e de 1959. Les deux dernières équipes ont dû se qualifier pour rejoindre le groupe B.
- Groupe B de qualification : les équipes participant à ce groupe sont alors les équipes du championnat B de 1959 - sans la Hongrie - et les équipes de Grande-Bretagne et celle de Belgique.
- Groupe C : les équipes éliminées et les équipes n'ayant pas participé en 1959 ont rejoint ce dernier groupe.

## Groupes de qualification

### Qualification pour le groupe A
Les matchs ont eu lieu les 1er et 2 mars à Genève et Lausanne.
- Suisse 5 – 6 Allemagne fédérale (après prolongation)
- Allemagne de l'Est 6 – 3 Norvège

### Qualification pour le groupe B
Les matchs ont eu lieu le 2 mars à Genève.
- Autriche 6 – 5 Roumanie
- Grande-Bretagne 18 – 1 Belgique

## Groupe A

### Résultats des matchs
| 2 mars - Canada 6 — 1 Suède - Tchécoslovaquie 6 — 0 Finlande - URSS 13 — 2 États-Unis 4 mars - Tchécoslovaquie 4 — 1 États-Unis - Finlande 6 — 4 Allemagne de l'Est - Canada 9 — 1 Allemagne fédérale - URSS 6 — 2 Suède 5 mars - Canada 7 — 4 États-Unis - Tchécoslovaquie 6 — 0 Allemagne fédérale - Suède 3 — 2 Allemagne de l'Est - URSS 7 — 3 Finlande 7 mars - Suède 6 — 4 Finlande - Tchécoslovaquie 6 — 4 URSS - États-Unis 4 — 4 Allemagne fédérale - Canada 5 — 2 Allemagne de l'Est | 8 mars - Suède 12 — 1 Allemagne fédérale - États-Unis 5 — 6 Allemagne de l'Est 9 mars - URSS 9 — 1 Allemagne de l'Est - Finlande 3 — 3 Allemagne fédérale - Canada 1 — 1 Tchécoslovaquie 11 mars - Tchécoslovaquie 5 — 1 Allemagne de l'Est - Suède 7 — 3 États-Unis - URSS 11 — 1 Allemagne fédérale - Canada 12 — 1 Finlande 12 mars - Canada 5 — 1 URSS - Tchécoslovaquie 5 — 2 Suède - États-Unis 5 — 2 Finlande - Allemagne de l'Est 5 — 0 Allemagne fédérale |

Le match entre les deux équipes d'Allemagne de l'Est et de l'Ouest a été sujet de polémiques, les Allemands de l'Ouest n'acceptant pas que ceux de l'Est aient le même hymne national. Ils décidèrent de ne pas jouer le match et, finalement, eurent le match perdu par forfait.

### Classement
| #      | Équipe             | PJ | V | N | D | BP | BC | Diff | Pts |
| ------ | ------------------ | -- | - | - | - | -- | -- | ---- | --- |
| Or     | Canada             | 7  | 6 | 1 | 0 | 45 | 11 | +34  | 13  |
| Argent | Tchécoslovaquie    | 7  | 6 | 1 | 0 | 33 | 9  | +24  | 13  |
| bronze | Union soviétique   | 7  | 5 | 0 | 2 | 51 | 20 | +31  | 10  |
| 4      | Suède              | 7  | 4 | 0 | 3 | 33 | 27 | +6   | 8   |
| 5      | Allemagne de l'Est | 7  | 2 | 0 | 5 | 21 | 33 | -12  | 4   |
| 6      | États-Unis         | 7  | 1 | 1 | 5 | 24 | 43 | -19  | 3   |
| 7      | Finlande           | 7  | 1 | 1 | 5 | 19 | 43 | -24  | 3   |
| 8      | Allemagne fédérale | 7  | 0 | 2 | 5 | 10 | 50 | -40  | 2   |

| #      | Équipe             |
| ------ | ------------------ |
| Or     | Tchécoslovaquie    |
| Argent | URSS               |
| bronze | Suède              |
| 4      | Allemagne de l'Est |
| 5      | Finlande           |
| 6      | Allemagne fédérale |

#### Effectif champion du monde
| Place | Pays   | Joueurs |
| ----- | ------ | --- |
| 1     | Canada | George Ferguson, Hal Jones, Pinoke McIntyre, Walt Peacosh, Darryl Sly, Jackie McLeod, Seth Martin, Don Fletcher, Harry Smith (en), Cal Hockley, Addy Tambellini, Dave Rusnell, Ed Christofoli, Norm Lenardon, Gerry Penner, Claude Cyr, Mike Lagace, Bobby Kromm; Entraîneur : Bobby Kromm |

#### Effectif champion d'Europe
| Place | Pays            | Joueurs |
| ----- | --------------- | --- |
| 1     | Tchécoslovaquie | Gardiens de but : Josef Mikoláš, Vladimir Nadrchal Défenseurs : Rudolf Potsch, Jan Kasper, František Gregor, Stanislav Sventek, Jaromír Bünter Attaquants : Vlastimil Bubník, Václav Pantůček, Bohumil Prošek - Ján Starší, František Vaněk, Miroslav Vlach - Jiří Dolana, Luděk Bukač, Josef Černý - Zdeněk Kepák Entraîneurs : Vladimír Kostka, Zdeněk Andršt |

## Groupe B

### Résultats des matchs
| 3 mars - Suisse 0 – 6 Norvège - Grande-Bretagne 10 – 2 Autriche - Italie 5 – 3 Pologne 5 mars - Italie 7 – 2 Autriche 6 mars - Norvège 5 – 3 Pologne - Grande-Bretagne 3 – 3 Italie - Suisse 9 – 1 Autriche 7 mars - Suisse 1 – 3 Pologne | 9 mars - Grande-Bretagne 3 – 2 Pologne - Norvège 7 – 2 Autriche 10 mars - Pologne 2 – 3 Autriche - Norvège 7 – 1 Italie - Suisse 2 – 2 Grande-Bretagne 11 mars - Suisse 5 – 3 Italie 12 mars - Norvège 2 – 3 Grande-Bretagne |

### Classement
| # | Équipe          | PJ | V | N | D | BP | BC | Diff | Pts |
| - | --------------- | -- | - | - | - | -- | -- | ---- | --- |
| 1 | Norvège         | 5  | 4 | 0 | 1 | 27 | 9  | +18  | 8   |
| 2 | Grande-Bretagne | 5  | 3 | 2 | 0 | 21 | 11 | +10  | 8   |
| 3 | Suisse          | 5  | 2 | 1 | 2 | 17 | 15 | +2   | 5   |
| 4 | Italie          | 5  | 2 | 1 | 2 | 19 | 20 | -1   | 5   |
| 5 | Pologne         | 5  | 1 | 0 | 4 | 13 | 17 | -4   | 2   |
| 6 | Autriche        | 5  | 1 | 0 | 4 | 10 | 35 | -25  | 2   |

## Groupe C

### Résultats des matchs
| 3 mars - France 7 – 3 Pays-Bas - Roumanie 22 – 1 Belgique - Yougoslavie 12 – 3 Afrique du Sud 4 mars - Yougoslavie 9 – 2 Pays-Bas 5 mars - Roumanie 14 – 0 Afrique du Sud 6 mars - Pays-Bas 8 – 4 Afrique du Sud - France 10 – 0 Belgique - Roumanie 12 – 1 Yougoslavie | 7 mars - France 11 – 2 Afrique du Sud 8 mars - Yougoslavie 10 – 2 Belgique - Roumanie 12 – 0 Pays-Bas 9 mars - France 3 – 2 Yougoslavie 10 mars - Roumanie 9 – 3 France - Pays-Bas 5 – 4 Belgique 11 mars - Afrique du Sud 9 – 2 Belgique |

### Classement
| # | Équipe         | PJ | V | N | D | BP | BC | Diff | Pts |
| - | -------------- | -- | - | - | - | -- | -- | ---- | --- |
| 1 | Roumanie       | 5  | 5 | 0 | 0 | 69 | 5  | +64  | 10  |
| 2 | France         | 5  | 4 | 0 | 1 | 34 | 16 | +18  | 8   |
| 3 | Yougoslavie    | 5  | 3 | 0 | 2 | 34 | 22 | +12  | 6   |
| 4 | Pays-Bas       | 5  | 2 | 0 | 3 | 18 | 36 | -18  | 4   |
| 5 | Afrique du Sud | 5  | 1 | 0 | 4 | 18 | 45 | -27  | 2   |
| 6 | Belgique       | 5  | 0 | 0 | 5 | 9  | 56 | -47  | 0   |

### Sources
- (de) Cet article est partiellement ou en totalité issu de l’article de Wikipédia en allemand intitulé « Eishockey-Weltmeisterschaft 1961 » (voir la liste des auteurs).